# S.
《S.》是编剧J·J·艾布拉姆斯（英語：J. J. Abrams）与小说家道格·道斯特（英語：Doug Dorst）合作的小说。这部小说以“故事中的故事”这一特殊形式出现。它由一本虚构的小说《忒修斯之船》（英語：Ship of Theseus）、书页边的手写笔记和夹在书中的零散补充材料组成。

## 简介
《S.》以“于 1949 年出版”的小说《忒修斯之船》的形式呈现，作者是一位名叫V. M. 石察卡（英語：V. M. Straka）的难以捉摸的作家。真实作者J·J·艾布拉姆斯和道格·道斯特的名字仅出现在印有S.的黑色封套上。而该书的真实出版信息则以小字形式出现在封底的“图书馆借书记录”下方，而“借书记录”中记载的时间跨度为1957年至2000年。
将《S.》从封套中取出后，就是一本是石察卡的小说《忒修斯之船》的副本，这本小说是从绿湖高中图书馆（英語：the Laguna Verde High School Library）借来的，但仍未归还。这本书的书页已磨损、泛黄，封面和封底都有图书馆印章，书页上有污渍。该书的书脊上贴有图书馆贴纸，标明该小说在杜威十进制图书分类法中的位置编号。
小说《忒修斯之船》构成了本书的第一个故事。小说完全可以单独阅读，这是是石察卡神秘死亡前的第十九部也是最后一部小说，讲述了一个失忆症患者踏上一段奇怪的自我发现之旅的故事。在 《忒修斯之船》的叙事中，石察卡神秘的生与死被认为是文学界最大的谜团之一，并被阴谋论以及间谍和暗杀的说法所笼罩。 译者F. X. 柯岱拉（英語：F. X. Caldeira）在前言和脚注中表示，石察卡的身份是许多学术争论的主题。柯岱拉被描述为石察卡选定的许多著作的译者，其中包括《忒修斯之船》。尽管如此，柯岱拉也从未与石察卡面对面见过。
第二个故事发生在书的页边空白处。埃里克（英語：Eric）是一名文学研究生，他终生致力于研究石察卡和他的文学作品。珍（英語：Jen）是一名大学四年级学生，正在考虑她人生的下一步。两人开始在没有见面的情况下来回交换一本《忒修斯之船》，并利用书的页边空白用手写笔记、箭头和符号讨论斯特拉卡是谁。两人希望在埃里克的研究生教授发表有关石察卡的研究成果之前解开石察卡的身份之谜，据称埃里克的研究生教授窃取了他的研究成果并把他开除。手写笔记并不总是按时间顺序排列的。不同的笔颜色和笔迹风格代表了两人之间的对话以及他们在随后重读小说时的变化。
除了埃里克和珍的手写笔记，书中还夹着一些明信片、手写信件、地图以及复印的文章和书籍摘录，这是埃里克和珍在传递这本书的同时交换的证据和线索。

## 发展
《S.》是电影制片人J·J·艾布拉姆斯和作家道格·多斯特之间的合作。艾布拉姆斯说，这个想法来自在长凳上找到一本刻有铭文的书：“无论谁找到这本书，请阅读它并把它带到某个地方，留给别人阅读。” 多斯特曾表示，他对这个故事的中心概念的想法受到两个文学谜团的启发：莎士比亚的作者身份问题和关于B. Traven身份的争议。后者在20世纪初写了几部广受赞誉和成功的小说，但如此严格地保护自己的隐私，以至于他的真实身份从未最终确定。 他先是写了《忒修斯之船》，并根据其本身的优点来解读它。手写笔记和补充材料是后来添加的。
作者们希望将这本书作为一本实体书，而不仅仅是一个故事。艾布拉姆斯指出“让它成为实物正是重点” （英語： "to physically hold it is kind of the point"）。 有评论家称《S.》是为实体书支付额外费用的论据，“这是无法转化为数据字节的奇迹”。 
艾布拉姆斯的电影制作公司坏机器人制片公司曾在网上发布了一个名为“陌生人”的预告片，导致谣言说这可能是艾布拉姆斯的下一个电影或电视项目，甚至可能是电视剧《迷失》的衍生产品。在这本书的官方预告片发布后，它终于被解释为在宣传《S.》。

## 评价
英国《卫报》称这部小说“[…]是一部出色的出版作品，而不是对小说的完全连贯的重新思考”。  英国《独立报》并不相信这部小说的连贯性，但无论如何还是推荐它值得一读。  加拿大《多伦多星报》批评了“故事中的故事”的做法，但赞扬了制作和设计。 